# Llívia
Llívia spanyolországi település, Girona tartomány exklávéja Franciaország területén. Llívia Angoustrine-Villeneuve-des-Escaldes, Targassonne, Estavar, Bourg-Madame, Sainte-Léocadie, Saillagouse, Ur és Villeneuve-des-Escaldes francia településekkel határos. Lakosainak száma 1560 fő (2024).

## Népesség
A település népessége az elmúlt években az alábbi módon változott:
| Lakosok száma | 680  | 1236 | 804  | 755  | 930  | 1173 | 1589 | 1536 | 1417 | 1560 |
|               | 1717 | 1887 | 1936 | 1960 | 1986 | 2004 | 2009 | 2014 | 2019 | 2024 |